# Tabassum Adnan
Tabassum Adnan (urdú: تبسم عدنان) (Swāt, 1977) és una activista pakistanesa pels drets de les dones.
Adnan va néixer i créixer a la vall de Swat del Pakistan; va ser obligada a contraure matrimoni als 13 anys i es va divorciar als 20, mare de quatre fills i víctima de violència domèstica física i psicològica. En trobar-se sense llar i sense medis per a subsistir, va assistir a un programa d'empoderament femení dirigit per un grup d'ajuda local que la va impulsar en treballar per canviar el paper de les dones en la participació en processos de preses de decisions. Inicialment es va acostar al cap de la Swat Aman Jirga, formada per només homes, però va ser rebutjada. Les jirgues són consells judicials informals tradicionals que fan complir les qiṣāṣ, les lleis de retribució i, malgrat que no tenen com a objectiu substituir els sistemes judicials formals o els procediments policials, les seves decisions són respectades socialment i sovint influeixen en el poder judicial.
El maig de 2013 Adnan va constituir la seva pròpia jirga, la Khwendo Jirga o Consell de Germanes, la primera dirigida per dones al país. Tradicionalment, les dones de la regió han estat utilitzades com a béns mobles per a resoldre les disputes dels homes, negociades en matrimoni per absoldre deutes, reclams d'honor i retribució per delictes. Degut al poc poder de les dones, la jirga femenina amb 25 membres ha de pressionar a la policia i al sistema judicial tradicional perquè actuïn alhora que presten assistència jurídica a les víctimes. A més de proporcionar suport en matèria de justícia per a les dones, advoca per l'educació gratuïta de les nenes, la protecció de la salut de les dones i les nenes, la capacitació en habilitats vocacionals tradicionals tant domèstiques com no tradicionals, el microfinançament, l'accés de les dones a les negociacions de pau, la justícia i el vot, i les lleis que protegeixen les dones de la violència domèstica, específicament els crims d'honor, les morts per dot, els atacs amb àcid i la tortura. Inicialment la Khwendo Jirga es va oposar tant a les jirgues masculines com a activistes feministes.
El 2014 va tenir lloc un esdeveniment que va canviar la percepció pública del grup d'Adnan. Una nena va ser violada i les autoritats no van actuar. La Khwendo Jirga va organitzar una marxa de protesta per donar visibilitat al cas. Els sospitosos van ser detinguts i, per primera vegada a la història dels paixtus, es va demanar a una dona, Adnan, que se sentés a la jirga masculina per ajudar a administrar justícia en el cas. Des de la primera protesta s'han repetit els èxits i, el juliol de 2014, Adnan i la Khwendo Jirga van pressionar perquè s'aprovés una llei que prohibís els matrimonis infantils. Malgrat la forta protesta dels líders religiosos, l'Assemblea de Sind va aprovar unànimement una prohibició de matrimoni per a qualsevol persona menor de divuit anys, i el desembre de 2014 l'Assemblea de Panjab va aprovar per unanimitat una resolució per treballar en modificar la llei.
Des de la seva primera assistència a la jirga d'homes, Adnan ha estat convidada a participar en d'altres casos relacionats amb «afers amb dones». Tot i rebent continues amenaces segueix involucrant-se, ja que creu que les dones haurien de formar part dels processos de presa de decisions que afecten les seves vides.
El 2013 Adnan va ser guardonada amb el premi Human Defenders Award, el 2014 va ser nominada al premi N-Peace, va estar guardonada amb el premi Internacional Dona Coratge del Departament d'Estat dels Estats Units el 2015 pels seus esforços en l'aplicació de la justícia per a les dones pakistaneses i amb el premi Nelson Mandela en la categoria d'activistes el 2016.